# Vilhelm Olin
Nils Magnus Vilhelm Olin, född 15 maj 1862 i Malmö, död 12 februari 1938, var en svensk skådespelare och teaterledare. 

## Biografi
Vilhelm Olin debuterade 1881 i det Littmarckska sällskapet i pjäsen Bror Jonathan eller Oxhandlaren från Småland. Därefter uppträdde han både i Göteborg och på Nya teatern i Stockholm. Efter en tid i Finland återkom han till Stockholm och knöts där till de Ranftska teatrarna, Södra Teatern och Vasateatern.
Olin hade ett eget turnerande sällskap, Vilhelm Olins teatersällskap med premiär säsongen 1907-1908. Olin anlitade, förutom sin hustru, skådespelare som Ellen Appelberg, Anders Frithiof, Elsa Carlsson, Greta Berthels, Theodor Berthels, Allan Bohlin och Ludvig Gentzel.
Repertoaren vägde mot slutet över något av lustspel, men annars gavs ett varierat och kvalitativt utbud av pjäser, såsom Nils Kjærs Det lyckliga valet, Hedbergs Johan Ulfstjerna och Strindbergs Carl XII. 
Vilhelm Olin var från den 26 juli 1908 gift med skådespelaren Anna Olin, född Steckmeister. De är begravda på Uppsala gamla kyrkogård.

## Teater

### Roller (ej komplett)
| År   | Roll                | Produktion                              | Regi | Teater      |
| ---- | ------------------- | --------------------------------------- | ---- | ----------- |
| 1900 | Philippe de Cintray | Colinette G. Lenotre och Gabriel Martin |      | Vasateatern |